# Repræsentanternes Hus (Thailand)
Repræsentanternes Hus (thai: สภาผู้แทนราษฎร, transskription: Sapha Phuthaen Ratsadon) er det thailandske parlaments underhus med 500 pladser. Ved parlamentsvalget i 2023 var der to stemmesedler, en med navne på valgkreds-kandidater, der udgør 400 af parlamentets 500 folkevalgte pladser, og en anden med politiske partier, hvor liste-kandidater får de resterende 100 folkevalgte pladser. Hvert kredsmedlem repræsenterede i princippet 162.766 borgere – 65.106.481 indbyggere pr. 31 december 2022 divideret med 400 – valgstyrelsen tillader kun en afvigelse på højst 10 procent fra det gennemsnitlige antal beboere for hver valgkreds. Bangkok har, betragtet som provins, det største antal kredsmandater med 35, på grund af byens registrerede indbyggertal. Det nordøstlige Isaan-plateau udgør med sine 21,8 millioner indbyggere en tredjedel af kredsmandaterne og har i alt 133 pladser. Det centrale Thailand, inklusive Bangkok, udgør 122 kredsmandater. Der skal omkring 350.000 stemmer til, for at opnå et listemandat, baseret på det foregående valg i 2019, hvor der blev afgivet 35 millioner gyldige stemmer.
Både Senatet og Repræsentanternes Hus blev opløst som følge af det militærkuppet i 2014, hvor de blev erstattet med Den Nationale lovgivende Forsamling med et kammer på 250 medlemmer, udvalgt af Det Nationale Råd for Fred og Orden (National Council for Peace and Order). 2017-forfatningen, som blev godkendt ved en folkeafstemning i 2016, gav mulighed for et senat med 250 medlemmer, som ikke blev valgt, men derimod udpeget af en særlig komité, der var udpeget af militæret. Som sådan er senatet siden 2019 ofte blevet betragtet som et gummistempel for beslutninger, der allerede er truffet af militærets ledere.

## Historie
Ved daggry den 24. juni 1932, samledes en gruppe af progressive militærofficerer og bureaukrater, der kaldte sig Folkets parti (engelsk: Peoples Party, thai: คณะราษฎร, udtales som Khana Ratsadon), foran Dusit-kongepaladset i Bangkok, med støtte fra militæret. Folkets Parti var opstået blandt thailandske studerende i Frankrig i 1926. Blandt medlemmerne var blandt andre Pridi Banomyong og Plaek Khitasangka, der senere blev feltmarskal Plaek Pibulsonggram. Da disse studerende vendte tilbage til Thailand, var deres chancer for at tage magten lig nul, indtil fire militærofficerer sluttede sig til gruppen. Lederen, øverstkommanderende over hæren, Phraya Phahon Phonphayuhasena, der blandt andet var uddannet som ingeniør i Danmark, stod med front mod den kongelige tronsal og proklamerede, at kongens enevældige regering af landet var forbi. Kong Prajadhipok (Rama VII), der spillede golf i Hua Hin, hvor en række af kongelige sommerpaladser ligger, indvilgede senere samme dag i at opgive enevælden. Siam blev derved til konstitutionelt monarki, og dagen blev udnævnt som Nationaldag.
Kong Prajadhipok underskrev den midlertidige forfatning af 1932, hvori han etablerede den første lovgivende forsamling i Thailand. Det var et helt kongeligt udpeget kammer, Repræsentanternes Hus. Den første samling af Folkeforsamlingen blev afholdt den 28. juni 1932 i Ananta Samakhom Throne Hall, der kom til at fungere som parlament helt frem til 1974.
Siden 1932 har Thailand haft flere end 20 forfatninger. Hovedspørgsmålet har gennemgående været om, hvor magten skal koncentreres, i Repræsentanternes Hus, eller skal et senat også have en vis autoritet? Og skal en forfatningsdomstol have beføjelse til at tilsidesætte, hvad folk mener om politikere?
Med andre ord, så har landets forfatninger og ændringsbestræbelser frem til i dag, alle kredset om kong Prajadhipoks ædle bekymring og Folkets Partis idealistiske, proklamerede mål fra dengang Thailand skiftede fra enevælde til konstitutionelt monarki. Nogle gange ville de, der troede, at demokratiet ville rette sig selv, hvis det fik en reel chance og tid nok, sejre. På andre tidspunkter sagde de, at det ville gå langsommere.
Da Thailand vedtog demokratisk regeringsregime med kongen som statsoverhoved og grundloven, som statens øverste lov, hvori foreskrives, at statens administration i det parlamentariske system af den suveræne magt, tilhører den thailandske befolkning, opdeltes den suveræne magt i tre: Den lovgivende, den udøvende og den dømmende afdeling. Kongen udøver en sådan magt gennem parlamentet, rådet af ministre og domstole.
Fra 1932 til 1947 havde Thailand etkammersystem.

Væsentlige hændelser:
- 1932: Folkekammeret, Repræsentanternes Hus, etableres med 70 udpegede medlemmer.[7]
- 1946: Ny forfatning etablerer et fuldt valgt Repræsentanternes Hus.
- 1947: Tokammersystem indføres med et senat, med 100 kongeligt udpegede senatorer.
- 1949: Den 5. juni blev Orapin Chaiyakan den første kvinde, der blev valgt til at besidde en post i Thailands Nationalforsamling, specifikt i Repræsentanternes Hus.
- 1952: Genetablering af Etkammersystem med 123 medlemmer.
- 1959: Repræsentanternes Hus blev forbudt af Sarit Dhanarajata (selvkup).
- 1968: Repræsentanternes Hus blev genetableret med 219 medlemmer.
- 1972: Repræsentanternes Hus blev forbudt af Thanom Kittikachorn (selvkup).
- 1974: Genetablering af Repræsentanternes Hus og Tokammersystem.
- 1976: Etablering af Etkammersystem med 360 kongeligt udpegede medlemmer.
- 1978: Genetablering af valgt Repræsentanternes Hus med 301 medlemmer og Tokammersystem.
- 1991: Etablering af Etkammersystem med 292 udpegede medlemmer.
- 1997: Repræsentanternes Hus får 500 medlemmer, hvoraf 400 er valgt som kredsmandater og 100 valgt som tillægsmandater.
- 2006: Efter militærkup blev en midlertidigt forfatning underskrevet, der etablerede en national lovgivende forsamling med 250 medlemmer.
- 2007: Ny forfatning med genetablering af 500-medlemmer, hvor 375 medlemmer er valgt som kredsmandater og 125 udpeget gennem proportional parti-liste repræsentation, samt Tokammersystem.
- 2014: Efter militærkuppet indføres en midlertidig forfatning med en 220-medlemmers lovgivende forsamling.
- 2017: Ny forfatning og genetablering af Repræsentanternes Hus med 500 folkevalgte medlemmer, henholdsvis 400 kredsmandater og 100 tillægsmandater.
- 2023: Valgsystemet ændres til to stemmesedler, hvor der vælges 400 kredsmandater og 100 listemandater.[10]